# Anisolophia cultrifera
Anisolophia cultrifera là một loài bọ cánh cứng trong họ Cerambycidae.